# Natuurmuseum Nijmegen
Het Natuurmuseum Nijmegen was een natuurmuseum in de Gelderse stad Nijmegen. Het museum was van 1978 tot oktober 2017 gevestigd in de voormalige Nieuwe Synagoge aan de Gerard Noodtstraat te Nijmegen.
Het museum heeft een grote verzameling dieren, planten en stenen, die afkomstig zijn van het Gelderse rivierengebied. Het Natuurmuseum Nijmegen heeft een collectie van ruim 35.000 objecten, van muizenschedels tot mammoetbotten. Het museum beschikt over een documentatiecentrum met vele functies ook voor onderwijs.
Op 28 juni 2014 zijn het Natuurmuseum en museum De Stratemakerstoren gefuseerd tot Stichting De Bastei. Per 2 oktober 2017 sloot het museum om vanaf januari 2018 verder te gaan in de Stratemakerstoren aan de Waalkade. De Bastei werd op 19 mei 2018 geopend.